# Championnats panaméricains de VTT 2023
Navigation
2022 2024
Les Championnats panaméricains de VTT 2023 ont lieu du 26 avril au 22 octobre 2023 dans divers lieux. Du 26 au 30 avril, Congonhas au Brésil, accueille les compétitions de cross-country et cross-country eliminator. L'enduro est organisé les 29 et 30 avril à Heredia au Costa Rica tandis que les championnats de cross-country marathon ont lieu du 17 au 18 juin à Antioquia en Colombie. Enfin, les épreuves de descente sont organisées du 12 au 15 octobre à Cuzco au Pérou. Les épreuves de cross-country élites sont qualificatives pour les Jeux olympiques de 2024 : les pays vainqueurs de ces épreuves obtiennent une place.

## Résultats

### Cross-country
| Épreuves                      | Or                                                                                       | Argent | Bronze |
| ----------------------------- | ---------------------------------------------------------------------------------------- | --- | --- |
| Épreuves masculines           |                                                                                          | | |
| Cross-country élites          | Gerardo Ulloa                                                                            | Gunnar Holmgren | Fernando Contreras |
| Cross-country short track     | Gerardo Ulloa                                                                            | Martín Vidaurre | Gunnar Holmgren |
| Cross-country moins de 23 ans | Alex Malacarne                                                                           | Gustavo de Oliveira | Iván Aguilar Villegas |
| Cross-country juniors         | Vinicius Howe                                                                            | Antonio Gómez Ortiz | Angel Hernandez Cerrada |
| Épreuves féminines            |                                                                                          | | |
| Cross-country élites          | Kate Courtney                                                                            | Kelsey Urban | Raiza Goulão |
| Cross-country short track     | Kate Courtney                                                                            | Raiza Goulão | Kelsey Urban |
| Cross-country moins de 23 ans | María Flores García                                                                      | Jocelyn Stel | Sofia Waite |
| Cross-country juniors         | Marin Lowe                                                                               | Amalia Medina Fernández | Cynthia Martin González |
| Épreuve mixte                 |                                                                                          | | |
| Relais                        | Canada Sandra Walter Carter Woods Gunnar Holmgren Jocelyn Stel Marin Lowe Maxime St-Onge | Brésil Gustavo de Oliveira Otávio Queiroz de Souza Giuliana Salvini Morgen Gabriela Pereira Ferolla Raiza Goulão Jose Marques De Almeida | Mexique Gerardo Ulloa Iván Aguilar Villegas Daniela Campuzano María Flores García Cynthia Martin González Luciano Esquivias |

### Cross-country eliminator
| Épreuves | Or           | Argent        | Bronze           |
| -------- | ------------ | ------------- | ---------------- |
| Hommes   | Mário Couto  | Nicolas Romao | Brandon Guerrero |
| Femmes   | Iara Caetano | Marcela Lima  | Aline Simões     |

### Cross-country marathon
| Épreuves | Or                   | Argent           | Bronze                  |
| -------- | -------------------- | ---------------- | ----------------------- |
| Hommes   | Juan Fernando Monroy | Jhonnatan Botero | Sebastián Gesche Antona |
| Femmes   | Monica Calderon      | Michela Molina   | Juliana Mojica          |

### Cross-country marathon électrique
| Épreuves | Or             | Argent                 | Bronze                |
| -------- | -------------- | ---------------------- | --------------------- |
| Hommes   | Andres Hurtado | Jorge Sanchez Velandia | Luis Miguel Gutierrez |

### Descente
| Épreuves | Or            | Argent            | Bronze          |
| -------- | ------------- | ----------------- | --------------- |
| Hommes   | Juan Muñoz    | Sebastian Holguin | Felipe Agurto   |
| Femmes   | Valentina Roa | Mariana Salazar   | Christine Lewis |

### Enduro
| Épreuves | Or             | Argent         | Bronze          |
| -------- | -------------- | -------------- | --------------- |
| Hommes   | Alvaro Hidalgo | Luis Cervantes | Bayron Gonzalez |
| Femmes   | Melisa Avila   | Julia Lasso    | Maria Morales   |

### Enduro électrique
| Épreuves | Or            | Argent        | Bronze       |
| -------- | ------------- | ------------- | ------------ |
| Hommes   | Jan Xirinachs | Jhonny Flores | Isaac Flores |
| Femmes   | Shaira Abreu  |               |              |